# Stadion Miejski w Giumri
Stadion Miejski w Giumri (orm. Գյումրիի Քաղաքային Մարզադաշտ) – stadion piłkarski w Giumri (Armenia), otwarty w 1924 r. Od 1958 r. domowy obiekt Sziraka Giumri. Zmodernizowany w latach 1999, 2012 i 2019. Po rozbudowie w 2012 r. został dostosowany do standardów UEFA, mogąc tym samym gościć oficjalne spotkania międzynarodowe. Po ostatniej przebudowie w 2019 r., jego trybuny zwiększyły pojemność z 2844 do 4500 miejsc siedzących.